# Tim Quarterman
Tim Quarterman (Savannah, Georgia, 27 de octubre de 1994) es un baloncestista estadounidense, que actualmente juega en los Caballeros de Culiacán del Circuito de Baloncesto de la Costa del Pacífico. Con 1,98 metros de estatura, juega en las posiciones de base o escolta.

## Trayectoria deportiva

### Universidad
Jugó tres temporadas con los Tigers de la Universidad Estatal de Luisiana, en las que promedió 8,4 puntos, 3,9 rebotes y 3,1 asistencias por partido, Su máxima anotación en un partido fue de 27 puntos, conseguidos en dos ocasiones, ante Houston y ante Georgia.
Nada más terminar su temporada júnior se declaró elegible para el draft de la NBA, renunciando a su último año como universitario.

### Profesional
Tras no ser elegido en el Draft de la NBA de 2016, fue invitado por los Charlotte Hornets para disputar las Ligas de Verano. El 25 de julio firmó contrato con los Portland Trail Blazers.
El 28 de junio de 2017 fue traspasado a Houston Rockets, pero fue descartado antes del comienzo de la temporada.
El 18 de abril de 2022, firma por los Caballeros de Culiacán del Circuito de Baloncesto de la Costa del Pacífico.

## Estadísticas de su carrera en la NBA

### Temporada regular
| Año     | Equipo   | PJ | PT | MPP | %TC  | %3P  | %TL   | RPP | APP | ROB | TPP | PPP |
| ------- | -------- | -- | -- | --- | ---- | ---- | ----- | --- | --- | --- | --- | --- |
| 2016-17 | Portland | 16 | 0  | 5.0 | .448 | .385 | .000  | .9  | .7  | .1  | .2  | 1.9 |
| 2017-18 | Houston  | 3  | 0  | 4.3 | .333 | .000 | 1.000 | 1.0 | .3  | .0  | .0  | 1.3 |
| Total   | Total    | 19 | 0  | 4.9 | .438 | .333 | .400  | .9  | .6  | .1  | .2  | 1.8 |

### Playoffs
| Año   | Equipo   | PJ | PT | MPP | %TC  | %3P  | %TL  | RPP | APP | ROB | TPP | PPP |
| ----- | -------- | -- | -- | --- | ---- | ---- | ---- | --- | --- | --- | --- | --- |
| 2017  | Portland | 2  | 0  | 3.5 | .500 | .500 | .000 | .0  | .5  | .0  | .0  | 1.5 |
| Total | Total    | 2  | 0  | 3.5 | .500 | .500 | .000 | .0  | .5  | .0  | .0  | 1.5 |